# Patricio Fernandez

a Compétitions nationales et continentales officielles uniquement.

b Matchs officiels uniquement.
Dernière mise à jour le 16 juillet 2024.
Patricio Fernandez, né le 11 octobre 1994 à Rosario (Argentine), est un joueur argentin de rugby à XV évoluant principalement au poste de demi d'ouverture. Il mesure 1,92 m pour 94 kg.

## Carrière

### En club
Patricio Fernandez commence sa carrière de joueur de rugby avec le club de sa ville natale : le Jockey Club Rosario qui dispute le Nacional de Clubes. 
Présenté comme un joueur très prometteur et un grand espoir à son poste, il attire les convoitises de clubs à l'étranger et, en février 2015, il rejoint le club français de l'ASM Clermont Auvergne qui évolue en Top 14,. En phase d'adaptation, il termine alors la saison 2014-2015 avec les espoirs.
Il joue son premier match de Top 14 le 22 août 2015 en étant remplaçant contre le Stade rochelais. Il connait sa première titularisation le 6 décembre 2015 lors d'un déplacement à Brive.
D'abord troisième dans la hiérarchie des ouvreurs lors de sa première saison au club, il gagne du temps de jeu à partir de la saison 2016-2017 après le départ de Brock James, et se partage le poste avec l'international français Camille Lopez. En 2016, il prolonge son contrat pour trois saisons supplémentaire, le liant jusqu'en 2020 avec le club auvergnat. 
Néanmoins, en 2019, il quitte Clermont pour rejoindre les rangs du Lyon olympique universitaire.
En janvier 2021, alors qu'il n'a joué que deux rencontres avec Lyon depuis le début de saison, il est libéré de son contrat pour rejoindre l'USA Perpignan en Pro D2, dans un premier temps comme joker médical de Ben Volavola, suivi d'un contrat de deux saisons,.
Peu utilisé lors de son passage à Perpignan, il s'engage avec le Stade montois en Pro D2 à partir de la saison 2023-2024,.

### En équipe nationale
Patricio Fernandez a joué avec l'équipe d'Argentine des moins de 20 ans en 2013 et 2014.
En 2013, alors qu'il n'est âgé que de 18 ans, il fait ses débuts en équipe d'Argentine lors du Championnat d'Amérique du Sud. Il dispute deux matchs dans cette compétition et inscrit 38 points.
Il joue également avec l'équipe des Jaguars (Argentine A) en 2013 et 2014 dans le cadre de l'Americas Rugby Championship.
Il a aussi joué avec l'équipe d'Argentine de rugby à sept en 2014, disputant deux tournois du circuit mondial (Dubaï et Port Elizabeth),.

## Palmarès

### En club
- Vainqueur du Championnat de France en 2017 avec l'ASM Clermont Auvergne.
- Vainqueur du Challenge européen en 2019 avec l'ASM Clermont Auvergne.
- Vainqueur du Championnat de France de 2e division en 2021 avec l'USA Perpignan.

### En équipe nationale
- Vainqueur du Championnat d'Amérique du Sud en 2013 avec l'équipe d'Argentine.
- Vainqueur de l'Americas Rugby Championship en 2013 et 2014 avec les Jaguars.

### Distinctions personnelles
- Meilleur réalisateur du Championnat du monde junior en 2013 (82 points) et 2014 (73 points).
- Meilleur réalisateur de l'histoire du Championnat du monde junior (155 points).